# Joannes Van Loo
Joannes van Loo (Esen bij Diksmuide, ca. 1525 - Stavele, 13 oktober 1594), ook Loaeus, was een Zuid-Nederlands Neolatijns dichter en monnik.

## Levensloop
Na middelbare school te hebben gelopen in Armentières, trad Van Loo in bij de reguliere kanunniken van de abdij van Eversam in Stavele. Na de dood van abt Rutger Trier werd Van Loo door zijn medebroeders tot zijn opvolger verkozen. Hij werd op 13 september 1562 tot abt gewijd.
In 1566, tijdens de Beeldenstorm, werd de abdij geplunderd en vernield. De monniken moesten zich in veiligheid stellen in Ieper. Tijdens daaropvolgende rustiger tijden werd de abdij hersteld. Van Loo bracht er zijn dagen door als bestuurder van de religieuze gemeenschap en anderzijds als beoefenaar van de literatuur. Hij onderhield vriendschappelijke relaties met andere dichters, zoals Jacques Marchant, Jacobus Sluperius, Franciscus Haemus de Brugse geneesheer Arnold Cabotere en de Ieperse Marius Laureus. 
De inkomsten van de abdij lieten hem toe zijn vrienden regelmatig op feestmalen uit te nodigen en ze financieel te belonen voor verzen die ze ter zijner ere componeerden. 
In zijn in 1563 verschenen Poemata bejubelde Jacob Sluper de pas verkozen abt. Sluper droeg hem de gedichten op die hij in 1575 bij Bellière in 1575 publiceerde. Onder de titel Hortulus apivôz werden de negen muzen en Apollo ingeschakeld om de lof van de abt van Eversham te bezingen. In de gedichtenbundel van Sluper werd ook plaats gemaakt voor brieven en verzen van Van Loo, onder meer voor een gedicht getiteld Carmen Cœcilianicimi, ter ere van de muziek en van Sinte Cecilia. De stadsbibliotheek van Gent bewaart een handschrift met verzen en brieven van de hand van Joannes Van Loo. Haemus droeg aan Van Loo zijn Formata op, in 1578 in Antwerpen gepubliceerd.
De mildheid van de abt beperkte zich niet tot zijn dichterlijke vrienden. Hij was zeer mild voor de armen en verleende aanzienlijke toelagen aan het seminarie in Ieper.
Joannes had een broer, Marinus Van Loo, die eveneens Neolatijns dichter was. Hij was licentiaat in de rechten en advocaat in Diksmuide.

## Lithographie
- Biographie des hommes remarquables de la Flandre occidentale, T. IV, 1843.
- L. ROERCH, Jean van Loo,  in: Biographie nationale de Belgique, T.XII,  Brussel, 1892.
- Jan SCHEPENS, Joannes Van Loo, in: Lexicon van West-Vlaamse schrijvers, Deel 4, Torhout, 1987.